# Bárbara Carrera
Bárbara Carrera (Bluefields (Nicaragua), 31 december 1945) is een Amerikaanse actrice. Ze werd in 1976 genomineerd voor een Golden Globe voor haar rol in The Master Gunfighter en nogmaals in 1984 voor Never Say Never Again.
Carrera is de dochter van de Amerikaanse ambassadeur en een Nicaraguaanse moeder. Op haar zeventiende werd ze model.
Carrera maakte haar televisiedebuut in een reclamefilm voor bananen. Haar eerste filmrol was die van model in de film Puzzle of a Downfall Child uit 1970. Later speelde ze in films als The Island of Dr. Moreau, Condorman, Point of Impact, Tryst en Embryo.
Een van haar commercieel grootste successen was de rol van de schurk Fatima Blush in de (onofficiële) James Bondfilm Never Say Never Again uit 1983. Daarnaast speelde ze onder meer Angelica Nero in de televisieserie Dallas (25 afleveringen) en in de historische televisieseries Masada (1981) en Centennial (1978-79).
Carrera trouwde met het fotomodel Uva Harden, met baron Otto von Hoffman en met de Griekse scheepseigenaar Nicholas Mavroleon, maar zag haar huwelijken telkens op de klippen lopen.
Naast actrice is ze ook schilder. Haar schilderijen hebben in het Hollywood Entertainment Museum gehangen. Ze was enige tijd lid van de scientology-kerk, maar deze verliet ze spoedig weer.

## Filmografie
*Exclusief televisiefilms
- Paradise (2004)
- Panic (2001)
- Coo Coo Cafe (2000)
- Alec to the Rescue (1999)
- Waking Up Horton (1998)
- Love Is All There Is (1996)
- Russian Roulette - Moscow 95 (1995)
- Tryst (1994)
- Night of the Archer (1994)
- Point of Impact (1993)
- Loverboy (1989)
- Wicked Stepmother (1989)
- Love at Stake (1988)
- The Underachievers (1987)
- Wild Geese II (1985)
- Never Say Never Again (1983)
- Lone Wolf McQuade (1983)
- I, the Jury (1982)
- Condorman (1981)
- When Time Ran Out... (1980)
- The Island of Dr. Moreau (1977)
- Embryo (1976, aka Created to Kill)
- The Master Gunfighter (1975)
- Puzzle of a Downfall Child (1970)

- Biblioteca Nacional de España: XX1298562
- Bibliothèque nationale de France: cb13930784j (data)
- Gemeinsame Normdatei: 1024558622
- International Standard Name Identifier: 0000 0001 0219 1179
- Library of Congress Control Number: n95004908
- Nationale Bibliotheek van Israël: 987007348284805171
- Nationale Bibliotheek van Polen: a0000001869258
- Système universitaire de documentation: 159705193
- Virtual International Authority File: 254610584
- WorldCat: E39PBJmP4FmXQmfFQtChGGx4bd